# Nikolaus von und zu Liechtenstein

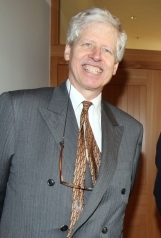
Nikolaus von Liechtenstein (2000)

Prinz Nikolaus Ferdinand Maria Josef Raphael von und zu Liechtenstein, Graf zu Rietberg (* 24. Oktober 1947 in Zürich, Schweiz) ist ein liechtensteinischer Diplomat.

## Biografie
Prinz Nikolaus wurde 1947 als drittes von fünf Kindern des Fürsten Franz Josef II. von und zu Liechtenstein (1906–1989) und dessen Gattin Gina, geborene Gräfin von Wilczek (1921–1989), in Zürich geboren. Er wuchs bei den Eltern auf Schloss Vaduz auf und absolvierte die lokale Volksschule, ehe er das Schottengymnasium in Wien und später das Lyceum Alpinum in Zuoz besuchte. Von 1968 bis 1972 studierte er Rechtswissenschaften an der Universität Wien und promovierte 1973 zum Doctor iuris. Von 1973 bis 1974 war er wissenschaftlicher Assistent beim Internationalen Roten Kreuz in Genf und von 1975 bis 1976 Stage beim Fürstlichen Landesgericht sowie bei der Landesverwaltung in Vaduz. Von 1977 bis 1978 arbeitete er als Berater im Amt für Internationale Beziehungen der Regierung des Fürstentums Liechtenstein.
Danach folgte eine langjährige diplomatische Laufbahn mit folgenden Stationen: 1979 bis 1989 Ständiger Vertreter Liechtensteins beim Europarat in Straßburg, 1986 bis 2017 erster nicht-residierender Botschafter seines Landes beim Heiligen Stuhl, 1989 bis 1996 liechtensteinischer Botschafter bei der Schweizerischen Eidgenossenschaft, 1996 bis 2010 Botschafter beim Königreich Belgien und bei der Europäischen Union. Daneben war Prinz Nikolaus von 1990 bis 1995 Leiter der liechtensteinischen Verhandlungsdelegation für das Abkommen zum Beitritt zum Europäischen Wirtschaftsraum.
Am 20. März 1982 heiratete er Prinzessin Margaretha von Luxemburg (* 1957), jüngste Tochter des Großherzogs Jean von Luxemburg (1921–2019) und dessen Gattin Joséphine-Charlotte, geborene Prinzessin von Belgien (1927–2005). Aus der Ehe gingen vier Kinder hervor. 
Wie andere Mitglieder des Fürstenhauses ist auch Prinz Nikolaus mit der Pfadfinderbewegung eng verbunden. Von 1971 bis 1992 war er Korpsführer des liechtensteinischen Pfadfinderkorps.
Ferner ist er Mitglied der Wiener Landsmannschaft Wallenstein im KÖL und Ehrenmitglied der KÖHV Nordgau Wien im ÖCV.

## Auszeichnungen
- 1983: Großkreuz des Piusordens[3]
- 1992: Großes Silbernes Ehrenzeichen am Bande für Verdienste um die Republik Österreich[4]